# Сердулець Віктор Михайлович
Сердуле́ць Ві́ктор Миха́йлович («Яр», нар. 17 квітня 1969, Садгора) — український громадсько-політичний діяч, публіцист, письменник, Головний командир Всеукраїнської організації «Тризуб» ім. Степана Бандери (2017-2020).

## Біографія
Народився 17 квітня 1969 року у м. Чернівці. Українець. Християнин — римо-католик. По материнській лінії походить із руського (українського) шляхетського роду гербу Шренява.
Навчався в СШ №2 смт. Глибока. Закінчив музичну та художню школи. З 1996 до 2000 року навчався на денному відділенні Чернівецького національного університету імені Юрія Федьковича, на факультеті української філології за спеціальністю мовознавство. Захистив диплом рівня «спеціаліст» у 2007 році.
Працював у сфері поліграфії та журналістики.
Після служби в армії у 1989 році приєднався до процесу українського національного відродження. У 1990 році записався до громадсько-політичної організації «Народний Рух України за перебудову», у складі якої перебував до часу її перереєстрації в політичну партію у квітні 1994 року. З 1993 до 1994 р. — член Буковинської Крайової Ради НРУ.
З 1993 року — член політичної партії «Конгрес українських націоналістів». У 1993-95 рр. — член обласного Проводу, референт з молодіжної політики та спорту. З 2007 до 2013 — Голова Секретаріату Чернівецької обласної організації. З 2012-го член Центрального проводу Конґресу Українських Націоналістів.
Із травня 1994 року член Громадської спортивно-патріотичної організації «Тризуб» ім. Степана Бандери. Один зі старшин співзасновників Організації. Учасник І-го установчого Великого Збору. Засновник і перший командир ГСПО «Тризуб» ім. С. Бандери в Чернівецькій області, Заступник Курінного «Прикарпатського куреня» (1994-1996 рр.). Вдруге на посаді Чернівецького обласного командира перебував із 2001 до 2003 року. З 2003 до 2005 — заступник політичного референта Організації. З 2005 до 2017 — ідеологічний референт Організації. Із червня 2017 року — Головний командир ВО «Тризуб» ім. С. Бандери. У 2005-2006 рр. — Головний редактор «Вісника Української всесвітньої координаційної ради».
Організаційні звання: 1994 р. — чотовий; 1995 р. — сотник; 2007 — майор; 2012 — підполковник; 2017 — полковник.
З 2007 — резидент Науково-ідеологічного Центру ім. Дмитра Донцова.
Активний учасник «Майданів» (2005; 2010; 2013-14 рр.).
Під час Революції гідності. виконував обов’язки офіційного «спікера» ВО «Тризуб» ім. С. Бандери. А з 28 листопада 2013 року і «Правого сектора», до створення якого мав безпосередню причетність. З 2015 до 2017 року — організатор і Керівник Ідеологічно-виховного відділу НВР «Правий сектор». У якості ідеологічного виховника в 2016-17 роках періодично перебував на передових позиціях московсько-української війни в місцях дислокації структур Добровольчий український корпус «Правий сектор». У лютому-березні 2018 року, як рядовий вояк одного з бойових підрозділів ДУК ПС. Не є членом політичної партії «Правий сектор».
12 травня 2022 року добровільно мобілізувався у 47-й окремий стрілецький батальйон 30-ї окремої механізованої бригади імені князя Костянтина Острозького, який згодом переформувався у 47-й окремий штурмовий полк ЗСУ, пізніше 47-ма окрема механізована бригада (Україна), де і до цього часу займається ідейно-виховною роботою.

Віктор Сердулець 2020 р. Б.

## Творчість
Автор численних публікацій націоцентричної тематики. Друкувався в періодичних виданнях України; Інформаційному бюлетені ВО «Тризуб» ім. С. Бандери «Бандерівець»; на організаційному сайті «Бандерівець [Архівовано 3 лютого 2014 у Wayback Machine.]».
Упорядник та співавтор «Короткого ідеологічного курсу для активістів ВО «Тризуб» ім. С. Бандери та «Правого сектора» (2015 р.).
Автор художнього роману "Аркан" ґримуар під літературним псевдонімом Роман Жахів (Жахів Роман. Аркан: ґримуар / Роман Жахів. — К.: Видавництво Сергія Пантюка, 2014. — 152 с. ISBN 978-617-564-022-7) 

## Нагороди та відзнаки
- «Хрест заслуги Буковинського Куреня» (1995 р.)